# バナナフェイス 本当の恋は顔じゃない
『バナナフェイス　運命の恋は顔じゃない』（バナナフェイスうんめいのこいはかおじゃない）は、2014年9月20日26:33 - 27:33にフジテレビ系列で放送された恋愛バラエティ番組。

## 概要
恋愛に悩める10人の男女が『顔以外で運命の人を選ぶ』をテーマに様々なリクエストをお互いに出し合う。また、その模様を日村勇紀（バナナマン）がリポートし、設楽統（バナナマン）・高岡早紀・犬山紙子・菊地亜美（アイドリング!!!）が、モニタリングしながら解説・論評、そして恋愛観を語る恋愛トークバラエティ番組。
『顔以外で異性を選ぶ』ために、男性・女性は完全に隔離され、男性ルーム・女性ルームに分けられる。その他、設楽たちがいるモニタリングルームと、『顔以外で相手に求める項目』をチェックし合う出会いの部屋が用意された。カップル成立後、カップルはお互いの顔を見ることになる。

## 出演者
MC
- 設楽統（バナナマン）

リポーター
- 日村勇紀（バナナマン）

ゲスト
- 高岡早紀
- 犬山紙子
- 菊地亜美（アイドリング!!!）

男性参加者
- 鈴木大介
- 佐藤貴義（細身のシャイボーイ）
- 小杉史哉
- 佐藤大和
- 伊藤陽佑

女性参加者
- 梅田奈佑（松原奈佑に改名）
- 松尾幸実
- 伊藤りな
- 立石都美（人気ニコ生主みゃこ）
- 和田幸子

## スタッフ
- 編成企画:吉田寛生
- ナレーション:沢城みゆき
- 構成:金森直哉、オークラ、鈴木裕士
- 音響効果:松長芳樹

- AD:加藤隆之
- FD:平山顕大
- 制作:八木信人、渡邉修一郎
- ディレクター:杉原裕一
- 演出　:　庄司裕暁
- プロデューサー:笹谷隆司
- 制作協力:FCC
- 制作著作:フジテレビ